# Warwick (Dakota Północna)
Warwick – miasto w Stanach Zjednoczonych, w stanie Dakota Północna, w hrabstwie Benson.